# Departamento Burruyacú
Burruyacú es un departamento ubicado en la región noreste de la provincia de Tucumán en Argentina. Limita al norte con la provincia de Salta, al este con la provincia de Santiago del Estero, al sur con el departamento Cruz Alta y al oeste con los departamentos de Trancas y Tafí Viejo. Su cabecera es la localidad homónima. Es el departamento más grande de la provincia en términos de extensión territorial, pero uno de los menos poblados.

## Etimología
Burruyacú deriva de una palabra indígena "pukysiyako", pukysi significa "pozo", ya significa "que produce", y ko significa "agua". Los primeros españoles que escucharon la palabra la anotaron como "Burruyacú"[cita requerida].

## Población
En 2010 el departamento contó con 36 951habitantes.
Para el censo 2022 el departamento registró 45 476 habitantes; lo que representó un aumento en la cantidad de personas del 23,1% mayor que el crecimiento poblacional provinciala situado en 16,6%. Estos datos le valieron al departamento tener la décima mayor población de la provincia.

## Localidades
La población del departamento se concentra en una serie de pequeñas localidades.
- Siete de Abril
- Barrio San Jorge
- El Chañar
- El Naranjo
- Gobernador Garmendia
- La Ramada
- San José de Macomitas
- Piedrabuena
- Villa Padre Monti
- Villa Benjamín Aráoz
- Burruyacú

## Sismicidad
La sismicidad del área de Tucumán (norte de Argentina) es frecuente y de intensidad baja, y un silencio sísmico de terremotos medios a graves cada 30 años.
- Sismo de 1931: de 6,3 de intensidad, el cual destruyó parte de sus edificaciones y abrió numerosas grietas en la zona[6][5]